# OKR
Els Objectius i resultats clau (OKR per les seves sigles en anglès Objectives and key results) és un marc d'establiment d'objectius per definir i fer-ne el seguiment i els seus resultats. El fan servir les persones per aconseguir creixement i millora en els diferents àmbits de la vida: personal, laboral, econòmic, professional, etc.
Els OKR es diferencien d'eines de productivitat com les llistes de tasques perquè els segons són accions, mentre que els primers són els resultats obtinguts per aquestes accions.

## Visió general
El desenvolupament dels OKR s'atribueixen a Andy Grove, que va introduir aquesta idea a Intel durant el seu mandat i ho va documentar en el llibre High Output Management (1983). John Doerr explica aquest concepte: "El resultat clau ha de ser mesurable. Però al final podeu mirar, i sense cap mena de discussió: Ho he fet o no ho he fet? Sí? No? Senzill. No hi ha judicis."
Els OKR comprenen un objectiu clarament definit i entre 3 i 5 resultats clau (mesures específiques utilitzades per rastrejar la consecució d'aquest objectiu). L'objectiu d'un OKR és definir com assolir objectius mitjançant accions concretes i mesurables. Els resultats clau es poden mesurar utilitzant una escala del 0 al 100% o qualsevol unitat numèrica (per exemple, import en euros, %, articles, etc.). Els objectius també haurien de ser recolzats per iniciatives, que són els plans i activitats mesurables que ajuden a assolir l'objectiu i a avançar en els resultats clau.

## Història
L'any 1975, John Doerr, que en aquella època era un venedor que treballava per a Intel, va assistir a un curs d'Intel impartit per Andy Grove on es va introduir a la teoria dels OKR, llavors anomenats "iMBOs" en referència a "Intel Management by Objectives". Doerr va incorporar el terme "OKR" al lèxic de Grove.
El 1999, Doerr, que aleshores treballava per a Kleiner Perkins, una empresa de capital risc, va introduir la idea d'OKRs en una empresa emergent. La idea es va aplicar i es va convertir ràpidament en una part important de la cultura de Google com una "metodologia de gestió que ajuda a garantir que l'empresa concentri els seus esforços en els mateixos problemes importants a tota l'organització".
Larry Page, el conseller delegat d'Alphabet i cofundador de Google, va acreditar els OKR en el pròleg del llibre de Doerr: "Els OKR ens han ajudat a créixer en moltes ocasions. Han ajudat a fer possible la nostra missió tan atrevida d'organitzar la informació del món, potser inassolible fins llavors. Ens han mantingut a mi i a la resta de la companyia en bon camí quan més ho hem necessitat. "
Des que es van popularitzar a Google, els OKR s'han aplicat en diverses empreses del sector tals com LinkedIn, Twitter, Gett i Uber.
Els OKR poden ser aplicats a tota l'organització amb la intenció de proporcionar als equips visibilitat d'objectius, fet que permet alinear i enfocar l'esforç. Els OKR es defineixen generalment a escala d'empresa, d'equip i de personal, tot i que hi ha crítiques sobre això, ja que provoca un enfocament en cascada.